# Kamberaas (taal)
Kamberaas, ook Kambera, Soembanees, Oost-Soembanees, Oost-Soembaas, Humba, Hilu Humba, Oost-Soemba of Soemba, is een Austronesische taal die door ongeveer 234 000 mensen wordt gesproken in het landschap Kambera dat ligt op Oost-Soemba in de Kleine Soenda-eilanden (Indonesië). Het Kamberaas is de voornaamste taal van Midden- en Oost-Soemba geworden, mede omdat de zelfbestuurders van Kambera vroeger een groot gebied beheersten. Het was in het begin van de twintigste eeuw in zekere zin de "beschaafde" omgangstaal voor de Soembanezen. Er zijn verschillende dialecten van het Kambera.

## Taalgebied

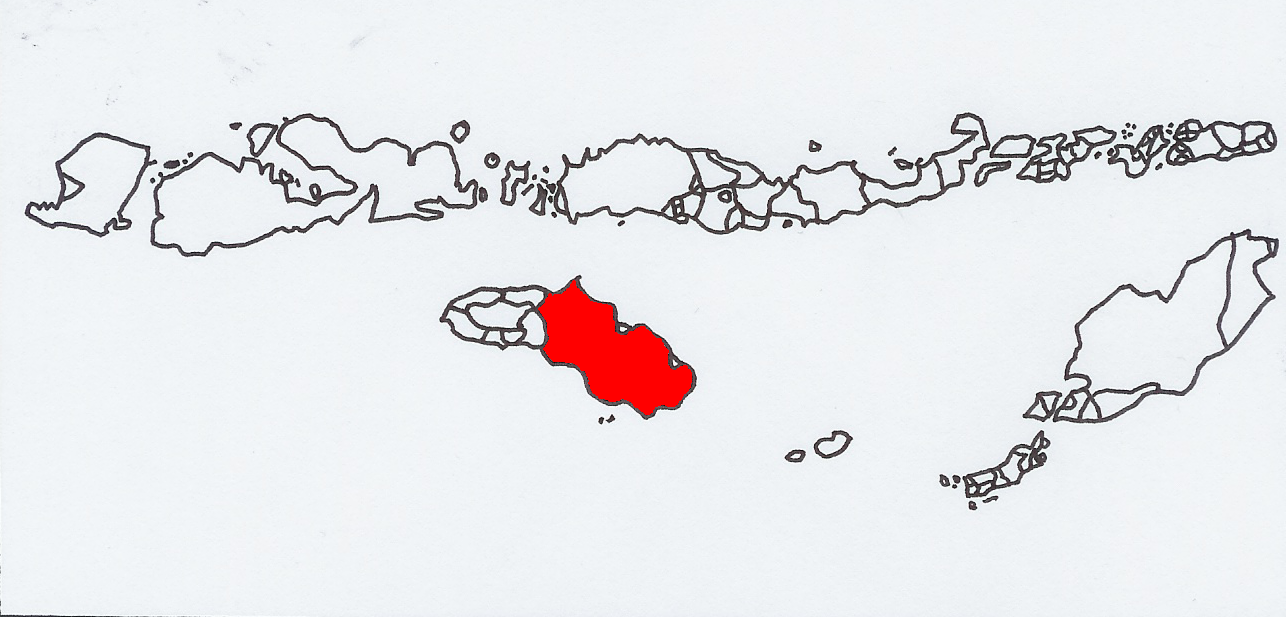
Het Kamberaas tussen de andere talen van het Indonesische gedeelte van de Kleine Soenda-eilanden.

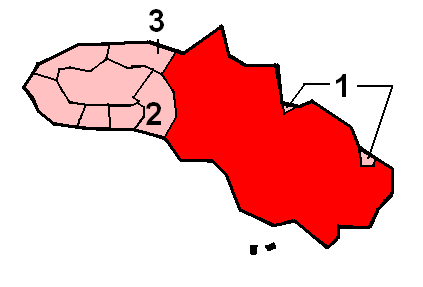
Het Kamberaas tussen de andere talen van Soemba.

Het Kamberaas neemt het grootste deel van Soemba als zijn taalgebied in beslag. Tussen de Savoezee en het Kamberase taalgebied liggen in het oosten twee kleine Savoenese taalgebieden in de vorm van de respectievelijke kuststeden Waingapu en Melolo (1). Daarnaast grenst het Kamberaas in het noordwesten aan het Mamboru (3) en in het zuidwesten aan het Anakalangu (2).

## Classificatie
- Austronesische talen (1268)
  - Malayo-Polynesische talen (1248)
    - Centraal-Oostelijke talen (708)
      - Centraal-Malayo-Polynesische talen (168)
        - Bima-Soembatalen (27)
          - Kamberaas

## Verspreiding van de sprekers
- Indonesië: 234 574; 40ste plaats, 49ste plaats volgens totaal aantal sprekers

## Evolutie van het aantal sprekers
- 1989: 200 000
- 2000: 234 574

Het aantal sprekers stijgt langzaam.

## Dialecten
Er is sprake van een dialectennet. Het Kamberaas telt minimaal zeven bekende dialecten:
- Melolo
- Uma Ratu Nggai
- Lewa
- Kambera
- Kanatang
- Mangili-Waijelo
- Zuid-Soembanees

Het Kamberadialect wordt over het algemeen door de meesten begrepen. Het is een soort van standaarddialect. De gebruikers van het Lewa en het Uma Ratu Nggai kunnen de Mangili-Waijelotaligen maar moeilijk begrijpen.

## Geschiedenis en wetenschappelijk onderzoek
Het Kamberaas werd voor het eerst bestudeerd door Dr. Lou Onvlee en Ds. Wielenga.
Door de zending op Soemba werd het Kamberaas op de volksscholen gebruikt als voertaal in de eerste klassen en werden delen van de Bijbel en het psalmboek in het Kamberaas vertaald. Verder gebruikte men veel het Maleis.
In 1914 werd Lou Onvlee door het Nederlands Bijbelgenootschap uitverkoren om als Bijbelvertaler naar Soemba te gaan. In 1915 ging hij Oosterse Talen studeren aan de Universiteit Leiden. In 1925 promoveerde hij op een proefschrift over het Soembanees. In 1926 kwam hij aan op Soemba en vestigde zich in Waikabubak.

### Twee grote taalgroepen
Alle talen die op Soemba worden gesproken kunnen, op grond van overeenstemming in woordenschat en structuur, als een eenheid worden gezien.
- Na grondig onderzoek kwam Onvlee tot de conclusie dat de oorspronkelijke bewoners van Soemba, op grond van de spreekwijzen, globaal ingedeeld kunnen worden in twee taalgroepen, het Kamberaas voor Oost-Soemba en het Wadjewaas voor West-Soemba.
- De taal van de bewoners van Kodi, het Kodisch, in het uiterste westen was bij geen van beide groepen onder te brengen evenals het Savoenees. Voor deze beide groepen zou voor de zending het Maleis de aangewezen taal zijn.

De talen van beide groepen én het Kodisch behoren vandaag alle tot de Bima-Soembatalen.

### Klein beginnen
Dr. Onvlee begon met het schrijven van schoolboekjes en een bijbels leesboek. In 1937 begon hij met de vertaling van het Evangelie volgens Lucas. In 1961 verscheen het Nieuwe Testament in het Kamberaas.
Het Soembanees kende geen woorden voor essentiële zaken uit het evangelie, zoals zonde en schuld, liefde en genade of vergeving en verzoening. Hiermee wordt duidelijk hoe ingewikkeld een goede Bijbelvertaling dan wordt.